# Csépa
Csépa is een plaats (község) en gemeente in het Hongaarse comitaat Jász-Nagykun-Szolnok. Csépa telt 1751 inwoners (2007).